# Brenno Bertoni
Brenno Bertoni (* 7. August 1860 in Lottigna; † 18. Februar 1945 in Lugano) war ein Schweizer Anwalt, Hochschullehrer, Forscher, Politiker und Publizist.

## Leben

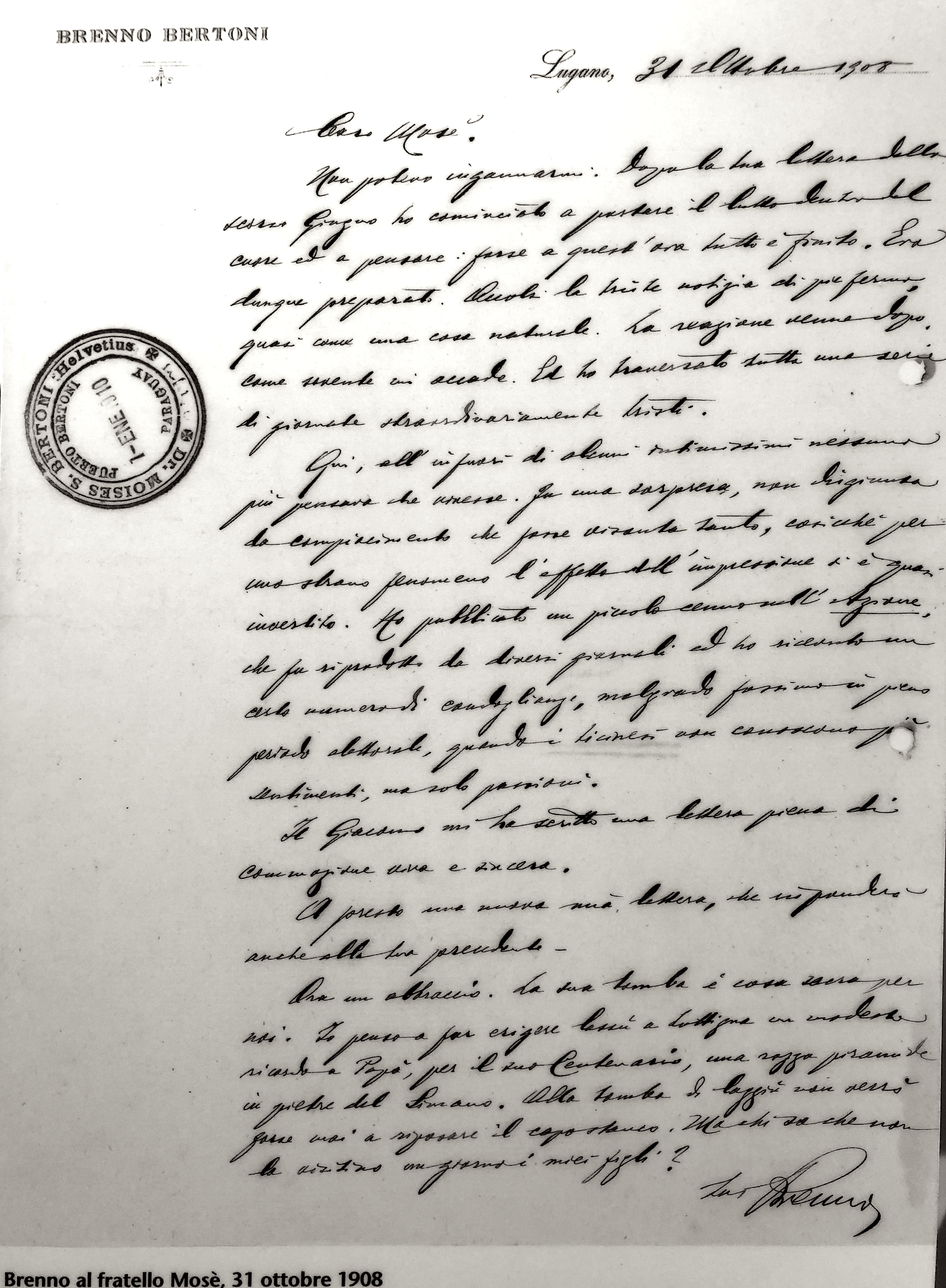
Brief Brennos an seinen Bruder Mosè in Paraguay

Brenno Bertoni wurde als Sohn des liberalen Anwalts, Politikers und ehemaligen Priesters Ambrogio Bertoni aus Lottigna geboren. Brenno war ein Bruder des Anarchisten und paraguayischen Botanikers Mosè Giacomo Bertoni und kam als Student ebenfalls mit dem anarchistischen Gedankengut in Kontakt. Der Anarchist Luigi Bertoni war sein Cousin. Er schloss sein Rechtsstudium 1883 in Genf ab. Nach seiner Rückkehr in den Kanton Tessin schrieb er sich bei der Freimaurerloge Il Dovere ein. Neben seiner Anwaltstätigkeit widmete er sich dem Journalismus und dem Studium und veröffentlichte Essays und Abhandlungen zu Recht, Geschichte, Wirtschaft, Politik und Literatur. Von 1878 bis 1888 war er Redaktor des Educatore della Svizzera italiana. 1889 gründete er La Riforma, das Organ der freisinnigen Opposition.
Er wurde Appellationsrichter (1893–1901) und Präsident der Kriminalkammer (1895–1901). Mit Romeo Manzoni, Emilio Bossi und seinem Schwager Francesco Chiesa gründete er 1897 die Unione radicale-sociale ticinese, die das Ziel verfolgte, die Freisinnige Partei zu Reformen im sozialen Bereich zu bewegen. Er war ein Verfechter der Italianità des Tessins. Als Freidenker während der Zeit des Faschismus wurde er zu einem  Anhänger der schweizerischen Identität des Tessins und bemühte sich, den Kanton vor irredentistischen Versuchungen zu bewahren.
Von 1921 bis 1928 war er Rechtsprofessor in Universität Bern, Doktor honoris causa der Universität Zürich. Als Politiker war er 1901–1912, 1917–1921, 1931, 1936–1939 Mitglied des Tessiner Grossrats (Präsident 1912), 1921 der Kommission zur Verfassungsreform, 1914–1920 Nationalrat und 1920–1935 Ständerat. 1915–1919 gehörte er dem Parteivorstand der Schweizer Freisinnigen an.